# Neptis magnifica
Neptis magnifica är en fjärilsart som beskrevs av Abel Dufrane 1933. Neptis magnifica ingår i släktet Neptis och familjen praktfjärilar. Inga underarter finns listade i Catalogue of Life.